# Transmission
Transmission是一种BitTorrent客户端，特点是一个跨平台的后端和其上的简洁的用户界面。Transmission以MIT許可證和GNU通用公共许可证双许可证授权，因此是一款自由软件。

## 特性
以1.80版本为准支持的特性（全平台）：
- 数据加密
- 损坏修复
- 来源交换（支持Vuze和μTorrent）
- 低资源使用
- 选择种子中要下载的文件
- Magnet支持
- 制作种子
- 远程操纵
- 快速继续
- 黑名单，可以按时升级（资料来自PeerGuardian和PeerBlock）
- 单一监听端口
- 带宽计划
- 速度限制（全局或单一）
- 整理（过滤）
- HTTPS tracker支持
- IPv6
- DHT

对应不同平台有着特定的图形用户界面。

## 利用
Transmission被众多Linux发行版，包括Ubuntu、Mandriva、Linux Mint、Fedora、Puppy Linux、openSUSE 选作默认BT下载工具；Imageshack的服务使用其技术。